# Inah Canabarrová Lucasová
Inah Canabarrová Lucasová (8. června 1908 – 30. dubna 2025) byla brazilská superstoletá jeptiška, která byla od 29. prosince 2024 do 30. dubna 2025 nejstarší žijící osobou na světě.

## Život
Inah Canabarrová Lucasová se narodila 8. června 1908. Jako dítě byla velmi hubená a okolí mělo pochybnosti, zda se dožije dospělosti. Její prapradědeček byl brazilský generál David Canabarro (1796–1867). Ke svým 110. narozeninám dostala blahopřání od papeže Františka. Zemřela 30. dubna 2025 ve věku 116 let a 326 dní.

### Dlouhověkost
Po smrti Antonie da Santa Cruz (1905–2022) se stala nejstarší žijící osobou v Brazílii.
Po smrti Lucile Randonové (1904–2023) se stala nejstarší žijící jeptiškou na světě.
Po smrti Tomiko Itókaové (1908–2024) se stala nejstarší žijící osobou na světě.